# Шулька
Шулька (баш. Шүлкә) — хутор в Иткуловском 1-м сельсовете Баймакского района Республики Башкортостан Российской Федерации.

## Географическое положение
Расстояние до:
- районного центра (Баймак): 46 км,
- центра сельсовета (1-е Иткулово): 20 км,
- ближайшей железнодорожной станции (Сибай): 91 км.

## Население
| 2002 | 2009 | 2010 |
| ---- | ---- | ---- |
| 235  | ↘234 | ↘181 |

Национальный состав
Согласно переписи 2002 года, преобладающая национальность — башкиры (100 %).

## Известные уроженцы, жители
- Акназаров Зекерия Шарафутдинович — председатель Совета Министров Башкирской АССР (1962 — 1986).